# Yao Shou
Yao Shou ou Yao Cheou (姚綬), surnom : Gongshou (公綬), noms de pinceau : Gu'an (谷庵), Yundong Yishi (云东逸史), entre autres, est un peintre chinois du XVe siècle, né en 1423, mort en 1495, originaire de Jiashan de la province du Zhejiang en Chine.

## Étude des Anciens et personnalité morale
Au XVe siècle, des peintres comme Liu Jue et Yao Shou, calligraphes et poètes, ne font pas métier de leur pinceau, mais peignent pour le plaisir de s'exprimer et s'inspirent des Yuan. Yao Shou, lui, cherche son inspiration au-delà du XIVe siècle. Il admire et subit l'influence de Zhao Mengfu pour sa fidélité à l'esprit de l'Antiquité. Il n'est pas né à Suzhou et il n'est pas non plus originaire du pays de Wu.  Mais son attachement aux maîtres Yuan le rattache au mouvement artistique qu'illustrent deux très grands peintres Ming : Shen Zhou et Wen Zhengming.

## Biographie
Fils de Yao Fu, collectionneur de calligraphies et de peintures, Yao Shou passe les examens triennaux à la capitale et reçoit le grade de jinshi (lettré présenté) sous le règne de l'empereur Tanshun (1457-1464) et devient inspecteur du censorat puis préfet de Yong-ming, dans la province du Yunnan. Il se retire dans sa ville natale. Calligraphe, poète et peintre de bambous et de rochers, il peint aussi des paysages dans le style de Wu Zhen, puis de Zhao Mengfu et de Wang Meng.

## L'École de Wu
L'École de Wu tire son nom de l'ancienne appellation de Suzhou, ville du delta du fleuve Bleu célèbre pour la beauté de ses paysages et sa culture hautement raffinée, où les artistes lettrés prospèrent à la dynastie des Ming. Après la guerre, quand l'empereur Taizu combat pour le trône, s'ensuit une longue dépression économique, et les lettrés locaux souffrent de persécutions politiques. Les conditions commencent à s'améliorer qu'au milieu du règne des Ming, quand la région ne représente plus une menace pour l'empereur Chengzu. Certains  peintres lettrés, issus de proches localités,  émergent de cette ouverture parmi lesquels Wang Fu, Xia Chang (1388-1470) et Yao Shou, tous fonctionnaires mais davantage connus pour leurs peintures.

## Musées
- Chicago (Institut d'art de Chicago) :
  - Vue de rivière avec trois hommes dans un bateau, rouleau en longueur, inscriptions du peintre.
- Shanghai :
  - Bambou, rochers et vieil arbre, encre sur papier, rouleau en hauteur.
  - Ruisseau, pont et bateau au mouillage, couleur sur papier, feuille d'album.
  - Pêcheur solitaire dans un ruisseau de montagne, daté 1476, couleurs légères sur papier, rouleau en hauteur.
- Taipei (Nat. Palace Mus.):
  - Bambou, arbre et oiseau de printemps, encre et couleurs sur papier, rouleau en hauteur signé.
  - Neuf fougères, signé et daté 1477.
  - Oiseau mynah sur une branche morte, signé, poème.